# 콘월리스의 후퇴
콘월리스의 후퇴는 프랑스 혁명 전쟁 중 순양함 2척과 전열함 5척으로 구성된 영국 해군이 순양함 11척과 전열함 12척으로 구성된 프랑스 해군에게 공격을 받으면서 벌어진 일련의 해전이다. 1795년 6월 16일부터 6월 17일까지 브르타뉴 서해안 앞바다가 주요 전장이었다.
영국 해군은 6월 7일 윌리엄 콘월리스의 지휘 하에 브르타뉴에서 작전을 펼친 결과 1주일 간 프랑스 상선을 공격하고 몇몇 선박들을 나포하기도 했다. 이에 맞서 프랑스는 부제독 빌라레 드 조예즈에게 프랑스 함대의 주요 병력을 이끌고 영국 해군을 공격하게 했다. 6월 16일 영국 해군은 프랑스 해군을 발견했고, 병력 차이가 크다고 판단한 콘월리스는 넓은 바다로 도주를 시도했지만 프랑스 해군이 이들을 추격했다. 하루 동안의 추격전 끝에 영국 해군은 속도가 떨어지기 시작했고, 프랑스 해군은 후방에 있던 영국 함선 2척을 공격했다. 콘월리스는 후방의 군대를 버리고 갈 수 없었기에 나머지 함선들에게 반격을 지시했다.
콘월리스는 저항을 결심했고, 불명의 선박이 근처에 발견되었다는 영국 해군의 신호 덕분에 빌라레 드 조예즈는 영국 해협 함대의 본대가 오고 있다고 믿었다. 이 결과 빌라레는 6월 17일 저녁 전투를 포기하고 프랑스 해군에게 철수를 지시했다. 영국 해군은 그 사이에 플리머스에 도착했다. 빌라레는 브레스트 해군 기지 인근의 벨 일레에 정박했다. 6월 22일 영국 해협 함대는 프랑스 함대를 그로아 해전에 격멸했다. 빌라레는 콘월리스의 군대를 격멸하지 못한 실패로 인해 비난을 받았고, 콘월리스는 프랑스 해군의 수적 우세에도 굴하지 않은 용기로 칭찬받았다. 영국 역사학자들은 이 해전을 "영국 해군 역사상 하나된 용기와 차분함"을 보여주는 대표적인 사례로 꼽고 있다.

## 배경
1795년 영국과 프랑스는 2년 동안 전쟁을 치르고 있었고 영국 해군의 해협 함대는 비스케이만 일대에서 제해권을 확보하기 위해 여러 전투를 치르고 있었다. 리처드 하우와 알렉산더 후드의 지휘 하에 영국 해군은 플리머스, 포츠머스, 토베이에서 출항해 대서양에 있는 프랑스 해군 기지, 그 중에서도 브르타뉴의 브레스트를 봉쇄하는 작전을 개시했다. 때때로 프랑스 함대가 방해 없이 바다로 나가는 경우도 있었으나, 프랑스 함대의 주요 병력은 이전 2년간 일련의 패배를 겪었다. 무엇보다도 1794년 1월 영광의 6월 1일에서 전열함 7척을 잃고, 대겨울의 항해에서 대서양 겨울 폭풍우로 인해 5척의 전열함을 잃은 것은 프랑스 해군의 큰 손실이었다.
프랑스의 범대서양 함대가 겨울 작전에서 피해를 입은 이후, 프랑스 해군은 몇 달 간 피해를 복구시키기 위해 노력했고, 1795년 6월이 되어서야 본격적인 작전을 개시할 수 있었다. 장 가스파드 벤스는 보르도로 파견되어 브레스트까지 이동하는 수송대를 호위하는 임무를 맡았다. 영국 해협 함대는 1795년 2월 대겨울의 십자군 작전에 대응하여 토베이에서 임무를 수행했고, 5월 30일에는 2척의 순양함과 5척의 전열함을 파견해 브레스트 인근을 정찰했다. 이 함대는 HMS 로열 소비전, HMS 마스, HMS 트림프, HMS 브런즈윅, HMS 벨레로폰, HMS 파에톤, HMS 팔르스, 그리고 브리그 HMS 킹피셔로 구성되어 있었다. 함대 사령관은 윌리엄 콘월리스로, 그는 7년 전쟁의 퀴베롱만 해전과 미국 독립 전쟁의 세인테스 전투에서 프랑스 해군을 격퇴한 전적이 있었다.